# トリノヴァンテス族

トリノヴァンテス族

トリノヴァンテス族（TrinovantesまたはTrinobantes）は、古代ローマのブリタンニア遠征以前を生きたケルト人の部族の一派。彼らの支配域は、テムズ川河口の北部、現在のエセックス州とサフォーク州そして大ロンドンを跨ぐ区域に当たった。部族の名称は、ケルト語の強調を表す前置詞「tri-」と、新しいを表す「novio」に屈強さや活発さの意味合いを含み持たせ、全体で「非常に強健な人々」を意味する。彼らは、伝説のアーサー王の王国ログレスの首都キャメロットではないかとの説もあるカムロドゥヌム（現在のコルチェスター）に首府を置いた。
紀元前55～54年にガイウス・ユリウス・カエサルがブリタンニアに進出する以前、トリノヴァンテス族はブリタンニアで最も強大な勢力を誇る部族と考えられていた。その頃、彼らの首府は現在のハートフォードシャー州にあたるBraughingにあったと推測される。他の文献には見受けられないが、ガイウス・ユリウス・カエサルの『ガリア戦記』の中にトリノヴァンテス族の王をImanuentiusと称するとの記述がある。ガイウス・ユリウス・カエサルのブリタンニア第二次遠征の前に、王Imanuentiusはカトゥエラニ族(en)のカッシウェラウヌスに敗れ、息子のマンドゥブラキウス(en)はカエサルを頼ってガリアに逃げた。カエサルは第二次遠征の成功を収めると、彼はマンドゥブラキウスを王位に就け、カッシベラウヌスに服従を誓わせることで部族の混乱を収拾させたとある。
次にトリノヴァンテス族の存在を示すものに、貨幣学的証拠の中に見出されるAddedomarus王がある。彼は紀元前20～15年に君臨し、部族の首府をカムロドゥヌムに遷都した。紀元前10年頃の一時期、カトゥエラニ族のタスキオウァヌス(en)がカムロドゥヌムでコインを鋳造したことから、彼がトリノヴァンテス族を征服したものと推測されるが、想像されるにおそらくローマ帝国からの圧力があり、すぐに撤退したものと考えられている。これは、発掘されるコインを年次順に調査するとタスキオウァヌスが鋳造したコインから「Rex」（「部族長」の意）表示が外され、Addedomarus王の銘が復活していることからも推測される。紀元前10年から5年頃、Addedomarusは息子Dubnovellaunusに王位を譲った。しかし数年後、最終的にタスキオウァヌスもしくはその息子クノベリヌス（シェイクスピアの喜劇では「シンベリン」）に部族は征服され、部族の歴史記述は一旦途切れる。
三人の王マンドゥブラキウス・Addedomarus・Dubnovellaunuの名は、それぞれローマ帝国支配後の中世イギリスにおいて、ケルトの系統学や伝説の中に残っている。マンドゥブラキウスはManawydan（マナウアザンまたはマナウィダン）の名で神と矛を交えた男として、AddedomarusはAedd Mawr (Addedo the Great)はブリテンの礎を築いたひとりとして、DubnovellaunuはDyfnwal Moelmutとしてそれぞれ描かれている。
トリノヴァンテス族の姿が再び歴史に垣間見えるのは、60/61年のブーディカの反乱に呼応して蜂起するまで待たなければならない。そこで彼らは、現在のエセックス州チェルムスフォードに居住するローマ帝国に従属する「市民」として記述されており、ワトリング街道の戦い以降については何も残されていない。彼らの名はモンマウスのジェフリーが編した『ブリテン王の歴史』において示されたロンドンの古名トリノヴァントゥム（Trinovantum）に残っている。ただしジェフリー自身は、トロイア戦争で敗れたトロイア人の子孫トロイのブルータスがグレート・ブリテン島を発見したという伝説に基づき、これをTroi-novantum（新しいトロイ）と論じた。